# Povelja kneza Muncimira
Povelja kneza Muncimira vladarska je isprava hrvatskoga kneza Muncimira (892. – o. 910.) pisana latinskim jezikom koja je datirana 28. rujna 892. godine, a sačuvana je u prijepisu iz 16. stoljeća. Prema sadržaju, povelju je napisao knežev kapelan i đakon Firmin u kneževskome dvoru u Bijaćima pokraj Trogira, a potom ju je knez Muncimir položio na oltar u splitskoj katedrali.

## Povijesni kontekst
Povelja je izdana u vrijeme kada je Hrvatska kneževina, nakon razdoblja borbi za neovisnost i utjecaj između Franaka i Bizanta, jačala svoju samostalnost pod domaćim vladarima. Knez Muncimir, iz loze Trpimirovića, vladao je otprilike od 892. do 910. godine i nastojao je učvrstiti unutarnju stabilnost države te regulirati odnose s crkvenim institucijama. Ovo razdoblje je ključno za formiranje ranosrednjovjekovne hrvatske države i njezino pozicioniranje na europskoj političkoj karti.[tko kaže?]

## Sadržaj
Knez Muncimir ovom poveljom potvrđuje darovštinu svoga oca, kneza Trpimira (845. – 864.), crkvu sv. Jurja na Putalju podno planine Kozjak splitskoj Crkvi na trajno uživanje. Spor oko vlasništva nad spomenutom crkvom vodio se između splitskoga nadbiskupa Petra III. i ninskoga biskupa Aldefreda, budući da je ninski biskup tvrdio da je crkva sv. Jurja bila poklonjena splitskome nadbiskupu osobno na »privremeno uživanje«, a ne njegovoj nadbiskupiji u trajan posjed. Muncimir je kao »milošću Božjom knez Hrvata« (diuino munere iuuatus Croatorum dux) koji sjedi na »očinskomu prijestolju« (residente paterno solio) dao spomenutu crkvu »darovanu od moga oca« (ut donatam a patre meo recolimus) sa svim pokretnim i nepokretnim dobrima u trajno vlasništvo splitskoj nadbiskupiji.
Povelju je napisao knežev đakon i kapelan Firmin pred vratima crkve sv. Marte u Bijaćima i pečatirao kneževim prstenom te ju je knez dostavio sutradan u splitsku katedralu.